# Назаренко, Александр Терентьевич
Александр Терентьевич Назаренко (5 мая 1904, село Березовка, Городнянский уезд, Черниговская губерния, Российская империя — 17 марта 1986, Шахтёрск, Донецкая область, Украинская ССР) — начальник участка шахты № 20-20-бис треста «Шахтёрскантрацит» Министерства угольной промышленности Украинской ССР, Сталинская область. Герой Социалистического Труда (1957).

## Биография
Родился в 1904 году в крестьянской семье в селе Березовка Городнянского уезда (сегодня — Репкинский район). В 1930 году отправился по комсомольской путёвке на Донбасс, где трудился врубмашинистом на шахте «Постниковская» до призыва в октябре 1941 года в Красную Армию по мобилизации. Служил в учебных частях. После демобилизации в августе 1945 года возвратился на Донбасс. Трудился начальником участка № 4 шахты № 20-20-бис треста «Зуевантрацит» (с 1954 года — «Шахтёрскантрацит») в городе Шахтёрск Сталинской области. За выдающиеся трудовые достижения участка по итогам 1947 года был награждён Орденом «Знак Почёта».
Коллектив участка под его руководством ежегодно перевыполнял план по добыче угля. Шахтёры досрочно выполнили коллективное социалистическое обязательство и плановые задания Пятой пятилетки (1951—1955) и первого года Шестой пятилетки (1956—1960). Указом Президиума Верховного Совета СССР от 26 апреля 1957 года удостоен звания Героя Социалистического Труда за «выдающиеся успехи, достигнутые в деле развития угольной промышленности в годы пятой пятилетки и в 1956 году» с вручением ордена Ленина и золотой медали «Серп и Молот» (№ 7703).
После выхода на пенсию проживал в Шахтёрске. С 1968 года — персональный пенсионер союзного значения. Умер в марте 1986 года.
Награды
- Герой Социалистического Труда
- Орден Ленина
- Орден «Знак Почёта» (01.01.1948)
- Медаль «За трудовую доблесть» (04.09.1948)